# Llista d'alcaldes del Masnou
L'alcalde o batlle del Masnou és la màxima autoritat política de l'Ajuntament del Masnou (Maresme). D'acord amb la Llei Orgànica 5/1985, de 19 de juny, del Règim Electoral General (actualment en vigor) l'alcalde és elegit per la corporació municipal de regidors, que al seu torn són elegits per sufragi universal pels ciutadans del Masnou amb dret a vot, mitjançant eleccions municipals celebrades cada quatre anys. En la mateixa sessió de constitució de la corporació es procedeix a l'elecció de l'alcalde, podent ésser candidats tots els regidors que encapçalen les corresponents llistes. És proclamat electe el candidat que obté la majoria absoluta dels vots. Si cap no obté aquesta majoria, és proclamat alcalde el regidor que encapçala la llista més votada pels ciutadans.
L'Ajuntament del Masnou ha tingut un total de 78 alcaldes des de la seva primera independència de Teià, l'any 1812. El primer alcalde del poble va ser Joan Fontanills, que va ocupar el càrrec entre 1813 i de 1814.

## Llista d'alcaldes
| Núm. | Alcalde | Alcalde                         | Inici mandat           | Fi mandat              | Partit polític | Partit polític                           |
| ---- | ------- | ------------------------------- | ---------------------- | ---------------------- | -------------- | ---------------------------------------- |
| 1    |         | Joan Fontanills Casals          | Gener de 1813          | Gener de 1814          |                |                                          |
| 2    |         | Francesc Truch                  | Gener de 1814          | Maig de 1814           |                |                                          |
| 3    |         | Pere Antoni Llampallas          | Març de 1820           | 13 de juliol de 1823   |                |                                          |
| 4    |         | Marià Rossell Móra              | 29 d'octubre de 1825   | 1 de gener de 1827     |                |                                          |
| 5    |         | Antoni Alsina Rosés             | 1 de gener de 1827     | 21 de febrer de 1828   |                |                                          |
| 6    |         | Josep Rossell Tió               | 21 de febrer de 1828   | 11 de setembre de 1829 |                |                                          |
| 7    |         | Francesc Viladevall Rovira      | 11 de setembre de 1829 | 31 de març de 1830     |                |                                          |
| 8    |         | Marià Rossell Móra              | 31 de març de 1830     | 1 de gener de 1831     |                |                                          |
| 9    |         | Grau Maristany Cruz             | 1 de gener de 1831     | 1 de gener de 1832     |                |                                          |
| 10   |         | Joan Fontanills Casals          | 1 de gener de 1832     | 4 de març de 1833      |                |                                          |
| 11   |         | Pere Maristany Bertran          | 4 de març de 1833      | 16 de febrer de 1834   |                |                                          |
| 12   |         | Pere Antoni Llampallas          | 16 de febrer de 1834   | 26 d'octubre de 1835   |                |                                          |
| 13   |         | Marià Rossell Móra              | 26 d'octubre de 1835   | 17 d'octubre de 1836   |                |                                          |
| 14   |         | Francesc Torras Antich          | 17 d'octubre de 1836   | 14 d'abril de 1838     |                |                                          |
| 15   |         | Jaume Maristany Fornells        | 14 d'abril de 1838     | 11 d'agost de 1839     |                |                                          |
| 16   |         | Pere Antoni Maristany           | 11 d'agost de 1839     | 1 de gener de 1841     |                |                                          |
| 17   |         | Pere Pagès Maristany            | 1 de gener de 1841     | 1 de gener de 1842     |                |                                          |
| 18   |         | Francesc Viladevall Rovira      | 1 de gener de 1842     | Març de 1844           |                |                                          |
| 19   |         | Joan Rubís Alemany              | Març de 1844           | 3 de gener de 1846     |                |                                          |
| 20   |         | Francesc Viladevall Rovira      | 3 de gener de 1846     | 3 de gener de 1848     |                |                                          |
| 21   |         | Gabriel Pagès Bertran           | 3 de gener de 1848     | 7 de gener de 1850     |                |                                          |
| 22   |         | Francesc d'Assís Estaper Ros    | 7 de gener de 1850     | 20 de desembre de 1851 |                |                                          |
| 23   |         | Grau Maristany Font             | 20 de desembre de 1851 | 1 de gener de 1854     |                |                                          |
| 24   |         | Francesc Viladevall Rovira      | 1 de gener de 1854     | 23 d'octubre de 1854   |                |                                          |
| 25   |         | Bonaventura Alsina Torres       | 23 d'octubre de 1854   | 12 de març de 1857     |                |                                          |
| 26   |         | Pere Roca Casals                | 12 de març de 1857     | 1 de gener de 1859     |                |                                          |
| 27   |         | Joan Noms Truch                 | 1 de gener de 1859     | 1 de gener de 1861     |                |                                          |
| 28   |         | Grau Maristany Alsina           | 1 de gener de 1861     | 1 de gener de 1865     |                |                                          |
| 29   |         | Jaume Millet Pons               | 1 de gener de 1865     | 1 de gener de 1867     |                |                                          |
| 30   |         | Sebastià Mirambell Gibernau     | 1 de gener de 1867     | 1 de gener de 1869     |                |                                          |
| 31   |         | Antoni Font Mercé               | 1 de gener de 1869     | 24 d'agost de 1873     |                |                                          |
| 32   |         | Joan Alsina Sensat              | 24 d'agost de 1873     | 1 de març de 1877      |                | Partit Liberal Conservador               |
| 33   |         | Gabriel Sanjuan Ramentol        | 1 de març de 1877      | 1 de juliol de 1879    |                | Partit Liberal Conservador               |
| 34   |         | Josep Pere Isern Maristany      | 1 de juliol de 1879    | 15 de juliol de 1880   |                | Partit Liberal Fusionista                |
| 35   |         | Jaume Oliver Pagès              | 15 de juliol de 1880   | 23 d'abril de 1881     |                | Partit Liberal Fusionista                |
| 36   |         | Josep Pere Isern Maristany      | 23 d'abril de 1881     | 1 de juliol de 1883    |                | Partit Liberal Fusionista                |
| 37   |         | Pau Ferrer Casals               | 1 de juliol de 1883    | 23 de febrer de 1884   |                | Partit Liberal Fusionista                |
| 38   |         | Antoni Font Mercé               | 23 de febrer de 1884   | 1 de juliol de 1885    |                | Partit Liberal Conservador               |
| 39   |         | Joan Curell Bertran             | 1 de juliol de 1885    | 7 de maig de 1886      |                | Partit Liberal Conservador               |
| 40   |         | Pau Estapé Maristany            | 7 de maig de 1886      | 8 d'agost de 1886      |                | Partit Liberal Conservador               |
| 41   |         | Pau Ferrer Casals               | 8 d'agost de 1886      | 1 de juliol de 1887    |                | Partit Liberal Fusionista                |
| 42   |         | Joan Cullell Roca               | 1 de juliol de 1887    | 5 de gener de 1890     |                | Partit Liberal Fusionista                |
| 43   |         | Francesc Sala Coll              | 5 de gener de 1890     | 1 de juliol de 1891    |                | Partit Liberal Fusionista                |
| 44   |         | Josep Curell Casals             | 1 de juliol de 1891    | 1 de gener 1894        |                | Partit Liberal Conservador               |
| 45   |         | Agustí Maristany Sensat         | 1 de gener 1894        | 1 de juliol de 1895    |                | Partit Liberal Fusionista                |
| 46   |         | Josep Martí Maristany           | 1 de juliol de 1895    | 1 de juliol de 1897    |                | Partit Liberal Conservador               |
| 47   |         | Pau Estapé Maristany            | 1 de juliol de 1897    | 1 de juliol de 1899    |                | Partit Liberal Conservador               |
| 48   |         | Victorià Pagès Fàbregas         | 1 de juliol de 1899    | 1 de gener de 1902     |                | Unió Conservadora                        |
| 49   |         | Josep Martí Casals              | 1 de gener de 1902     | 1 de gener de 1906     |                | Partit Liberal Fusionista                |
| 50   |         | Tomàs Fàbregas Maristany        | 1 de gener de 1906     | 1 de juliol de 1909    |                | Partit Liberal Fusionista                |
| 51   |         | Grau Maristany Oliver           | 1 de juliol de 1909    | 1 de gener de 1910     |                | Partit Liberal Conservador               |
| 52   |         | Frederic Gibernau Sust          | 1 de gener de 1910     | 1 de gener de 1912     |                | Partit Liberal Conservador               |
| 53   |         | Jaume Maristany Colomer         | 1 de gener de 1912     | 1 de gener de 1914     |                | Nacionalista                             |
| 54   |         | Jaume Gibernau Duran            | 1 de gener de 1914     | 1 de gener de 1916     |                |                                          |
| 55   |         | Pere Sust Estapé                | 1 de gener de 1916     | 1 d'abril de 1922      |                | Partit Liberal Conservador / Independent |
| 56   |         | Jaume Curell Sampera            | 1 d'abril de 1922      | 2 d'octubre de 1923    |                | Lliga Regionalista                       |
| 57   |         | Víctor Tuneu Folch              | 2 d'octubre de 1923    | 8 d'abril de 1924      |                | Dictadura de Primo de Rivera             |
| 58   |         | Joan Llampallas Alsina          | 8 d'abril de 1924      | 26 de febrer de 1930   |                | Dictadura de Primo de Rivera             |
| 59   |         | Joaquim Cusí Fortunet           | 26 de febrer de 1930   | 16 d'abril de 1931     |                | Dictadura de Primo de Rivera             |
| 60   |         | Francesc Maristany Millet       | 16 d'abril de 1931     | 9 de novembre de 1931  |                | Republicà federal                        |
| 61   |         | Tomàs Ferrer i Sust             | 9 de novembre de 1931  | 13 d'octubre de 1934   |                | Esquerra Republicana de Catalunya        |
| 62   |         | Joaquim Piera Estefa            | 13 d'octubre de 1934   | 25 de setembre de 1935 |                | Lliga Catalana                           |
| 63   |         | Frederic Gibernau Maristany     | 25 de setembre de 1935 | 18 de febrer de 1936   |                | Lliga Catalana                           |
| 64   |         | Tomàs Ferrer i Sust             | 18 de febrer de 1936   | 20 d'octubre de 1936   |                | Esquerra Republicana de Catalunya        |
| 65   |         | Joan Juan Sales                 | 20 d'octubre de 1936   | 13 de novembre de 1936 |                | Confederació Nacional del Treball        |
| 66   |         | Salvador Marfà Martí            | 13 de novembre de 1936 | 15 de febrer de 1937   |                | Esquerra Republicana de Catalunya        |
| 67   |         | Salvador Garcia Pons            | 15 de febrer de 1937   | 6 de març de 1937      |                | Confederació Nacional del Treball        |
| 68   |         | Joan Juan Sales                 | 6 de març de 1937      | 25 de febrer de 1938   |                | Confederació Nacional del Treball        |
| 69   |         | Francesc Vila Silva             | 4 de març de 1938      | 31 de gener de 1939    |                | Esquerra Republicana de Catalunya        |
| 70   |         | Josep Jaume Millet Cunill       | 31 de gener de 1939    | 12 de setembre de 1940 |                | Dictadura Franquista                     |
| 71   |         | Jaume Buch Vallverdú            | 12 de setembre de 1940 | 8 de març de 1953      |                | Dictadura Franquista                     |
| 72   |         | Francisco Leonarte Ribera       | 10 d'abril de 1953     | 14 d'octubre de 1955   |                | Dictadura Franquista                     |
| 73   |         | Francisco de Paula Salazar Culí | 11 d'octubre de 1956   | 29 de febrer de 1972   |                | Dictadura Franquista                     |
| 74   |         | Miquel Humet Argemí             | 29 de febrer de 1972   | 19 de març de 1979     |                | Dictadura Franquista                     |
| 75   |         | Josep Azuara i González         | 19 de març de 1979     | 14 de juny de 2003     |                | Convergència i Unió                      |
| 76   |         | Eduard Gisbert i Amat           | 14 de juny de 2003     | 11 de juny de 2011     |                | Partit dels Socialistes de Catalunya     |
| 77   |         | Pere Parés i Rosés              | 11 de juny de 2011     | 13 de juny de 2015     |                | Convergència i Unió                      |
| 78   |         | Jaume Oliveras i Maristany      | 13 de juny de 2015     | En el càrrec           |                | Esquerra Republicana de Catalunya        |